# Buen Retiro Ballivian Airport
Buen Retiro Ballivian Airport är en flygplats i Bolivia.   Den ligger i departementet Beni, i den norra delen av landet, 600 km norr om huvudstaden Sucre. Buen Retiro Ballivian Airport ligger 161 meter över havet.
Terrängen runt Buen Retiro Ballivian Airport är mycket platt. Runt Buen Retiro Ballivian Airport är det mycket glesbefolkat, med 2 invånare per kvadratkilometer.. Det finns inga samhällen i närheten.
Omgivningarna runt Buen Retiro Ballivian Airport är huvudsakligen savann.